# Клайд-Парк (Монтана)
Клайд-Парк (англ. Clyde Park) — місто (англ. town) в США, в окрузі Парк штату Монтана. Населення — 332 особи (2020).

## Географія
Клайд-Парк розташований за координатами 45°53′3″ пн. ш. 110°36′20″ зх. д. / 45.88417° пн. ш. 110.60556° зх. д. (45.884088, -110.605475).  За даними Бюро перепису населення США в 2010 році місто мало площу 0,82 км², уся площа — суходіл. В 2017 році площа становила 0,94 км², уся площа — суходіл.

## Демографія
Згідно з переписом 2010 року, у місті мешкало 288 осіб у 136 домогосподарствах у складі 80 родин. Густота населення становила 352 особи/км².  Було 153 помешкання (187/км²).
Расовий склад населення:
| - 98,3 % — білих - 0,7 % — корінних американців - 0,3 % — азіатів |

До двох чи більше рас належало 0,0 %. Частка іспаномовних становила 1,0 % від усіх жителів.
За віковим діапазоном населення розподілялося таким чином: 21,2 % — особи молодші 18 років, 63,9 % — особи у віці 18—64 років, 14,9 % — особи у віці 65 років та старші. Медіана віку мешканця становила 45,8 року. На 100 осіб жіночої статі у місті припадало 102,8 чоловіків;  на 100 жінок у віці від 18 років та старших — 100,9 чоловіків також старших 18 років.
Середній дохід на одне домашнє господарство  становив 46 815 доларів США (медіана — 39 500), а середній дохід на одну сім'ю — 64 598 доларів (медіана — 61 875). За межею бідності перебувало 11,1 % осіб, у тому числі 13,7 % дітей у віці до 18 років та 20,9 % осіб у віці 65 років та старших.
Цивільне працевлаштоване населення становило 95 осіб. Основні галузі зайнятості: освіта, охорона здоров'я та соціальна допомога — 21,1 %, роздрібна торгівля — 16,8 %, мистецтво, розваги та відпочинок — 15,8 %.